# Nick Wechsler (Filmproduzent)
Nick Wechsler (* 19. Oktober 1949) ist ein US-amerikanischer Filmproduzent.

## Leben und Werk
Nick Wechsler studierte an der University of Southern California, der Loyola University New Orleans und der University of Pennsylvania. Nach seiner Ausbildung arbeitete er zunächst als Anwalt, bevor er in die Entertainment-Branche wechselte und als Talent Manager Musiker wie Robbie Robertson betreute. 1985 wurde Wechsler Leiter der Filmabteilung von Northcorp. Einige Jahre später verließ Wechsler das Unternehmen und produzierte erste Spielfilme. 1987 wirkte er am Drehbuch zu Made in USA mit.
Wechsler ist seit 2001 mit der Schauspielerin Stephanie Romanov verheiratet. 2005 wurde die gemeinsame Tochter geboren.

## Filmografie (Auswahl)
Produzent
- 1988: Club der Rebellen (The Beat)
- 1989: Drugstore Cowboy
- 1991: Dunkle Erleuchtung (The Rapture)
- 1992: The Player
- 1994: The New Age
- 1995: Weg der Träume (The Journey of August King)
- 1997: Love Jones
- 1999: The Rain in Spain
- 2000: The Yards – Im Hinterhof der Macht (The Yards)
- 2000: Quills – Macht der Besessenheit (Quills)
- 2001: The Invisible Circus
- 2001: Startup
- 2001: 15 Minuten Ruhm (15 Minutes)
- 2002: Astronauts (Fernsehfilm)
- 2004: The Final Cut – Dein Tod ist erst der Anfang (The Final Cut)
- 2005: Fierce People
- 2005: Kaltes Land (North Country)
- 2007: Helden der Nacht – We Own the Night (We Own the Night)
- 2007: Ein einziger Augenblick (Reservation Road)
- 2009: Die Frau des Zeitreisenden (The Time Traveler’s Wife)
- 2009: The Road
- 2010: Last Night
- 2012: Magic Mike
- 2013: Seelen (The Host)
- 2013: Under the Skin
- 2013: The Counselor
- 2014: Serena
- 2015: Magic Mike XXL
- 2017: American Assassin
- 2022: Der Anruf (All the Old Knives)
- 2023: Magic Mike: The Last Dance (Magic Mike’s Last Dance)

Executive Producer
- 1989: Sex, Lügen und Video (Sex, Lies, and Videotape)
- 1994: Little Odessa
- 1996: Trees Lounge – Die Bar, in der sich alles dreht (Trees Lounge)
- 1997: Eve’s Bayou
- 1998: Gestern war ich noch Jungfrau (Polish Wedding)
- 2000: Signs & Wonders
- 2000: Noriega – Gottes Liebling oder Monster? (Noriega: God's Favorite, Fernsehfilm)
- 2000: Requiem for a Dream
- 2002: 25 Stunden (25th Hour)
- 2006: The Fountain

## Auszeichnungen
- 1990: Nominierung bei den Independent Spirit Awards für Drugstore Cowboy als Bester Film
- 1992: Nominierung bei den Independent Spirit Awards für Dunkle Erleuchtung als Bester Debütfilm
- 1993: Nominierung bei den British Academy Film Awards 1993 für The Player als Bester Film
- 1993: Auszeichnung bei den Independent Spirit Awards für The Player als Bester Film